# Прачеты
Прачеты, или Прачетас (санскр. Pracetas = «мудрый», «разумный»), — в индийской мифологии десять сыновей Прачинабархи и дочери океана Саварны, которые, по словам «Вишну-пураны», провели десять тысяч лет на дне великого моря, в глубоком размышлении о боге Вишну, за что он сделал их прародителями рода человеческого.

## Критика
По мнению авторов ЭСБЕ, рассказ о Прачетас является переделкой мифа о десяти Праджапати (Prajâpati: prajâ = «потомство», pati = «господин», «владыка»), родоначальниках человечества — десяти Махариши (мудрецах), духовных сыновьях Брахмы, от которых произошёл и весь род людской; именуемых также:
- Питарас (санскр. Pitaras — «отцы»; «предки»)[4];
- Манаса-путра (санскр. Mânasâ-putras = «сыновья духа») — сыновья Брахмы, рождённые им духовно[5].